# Observatoire stratosphérique pour l'astronomie infrarouge

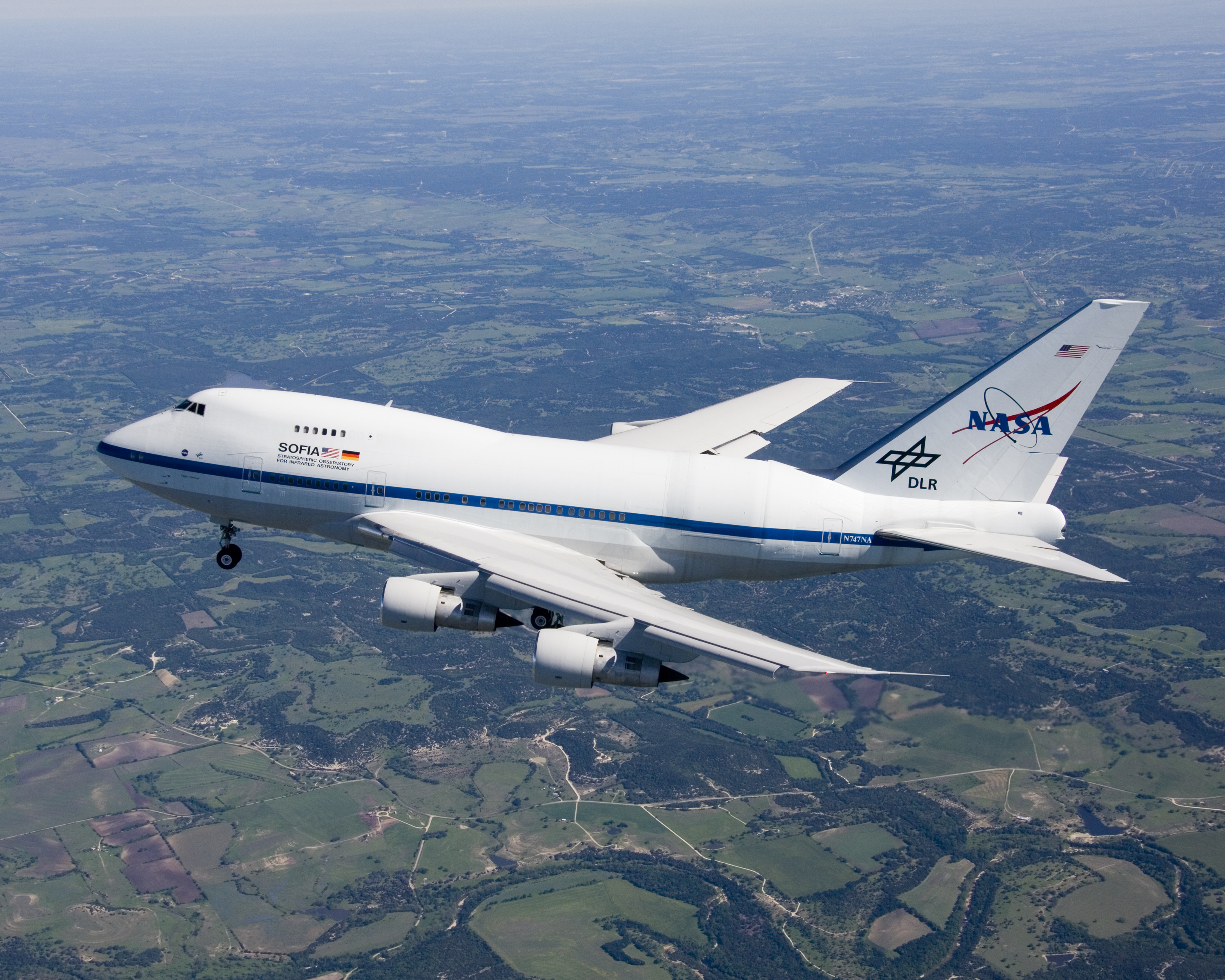
Le Boeing 747SP utilisé comme avion porteur pour SOFIA lors de son premier vol le 26 mars 2007 depuis Waco (Texas).

SOFIA en position d'observation.

Stratospheric Observatory for Infrared Astronomy • SOFIA
Pour les articles homonymes, voir Sofia (homonymie).
SOFIA (acronyme de Stratospheric Observatory for Infrared Astronomy (en français Observatoire stratosphérique pour l'astronomie infrarouge), est un télescope infrarouge aéroporté développé conjointement par la NASA avec une participation de l'agence spatiale allemande. Le premier vol est effectué le 26 avril 2007 et le télescope est déclaré opérationnel en 2014. La NASA annonce le 28 avril 2022 que SOFIA cessera ses opérations d'ici le 30 septembre 2022. Le dernier vol scientifique a eu lieu le 28 septembre 2022.
La partie optique de SOFIA est constituée d'un télescope de 17 tonnes doté d'un miroir de 2,7 mètres de diamètre. L'avion porteur, en circulant à une altitude de près de 14 kilomètres, permet l'observation du rayonnement infrarouge dans une gamme d'ondes qui va de l'infrarouge proche à l'infrarouge lointain (5 à 320 microns) qui ne peut être observé par des télescopes terrestres car intercepté par l'atmosphère. Courant 2020, le télescope comporte six instruments dont une caméra optique, un polarimètre et plusieurs spectromètres. L'instrument est utilisé pour déterminer la composition de l'atmosphère des planètes et de leur surface mais également pour étudier les comètes, la physique et la chimie du milieu interstellaire ainsi que la formation des étoiles.

## Contexte: l'astronomie infrarouge

Spectre de transmission de l'atmosphère. Dans le visible, les pertes résultent principalement de la diffusion Rayleigh, alors que dans l'infrarouge, elles proviennent de l'absorption.

L'astronomie infrarouge étudie la partie située dans l'infrarouge du rayonnement émis par les objets astronomiques. La gamme de longueurs d’onde de l’infrarouge se situe entre 0,75 et 300 micromètres entre la lumière visible (0,3 à 0,75 micromètre) et les ondes submillimétriques (à partir de 200 micromètres). L'astronomie infrarouge permet d'étudier des objets célestes qui ne sont pas observables en lumière visible ainsi que des processus dont les caractéristiques sont en partie révélées par le rayonnement infrarouge qu'ils émettent. Les observations dans l'infrarouge portent en particulier sur les objets masqués en lumière visible par d'épais nuages de gaz ou de poussière interstellaire (centre de notre galaxie, pouponnières d'étoiles, proto-étoiles) et sur les galaxies les plus lointaines dont le rayonnement subit un décalage vers le rouge dû à l'expansion de l'univers qui les éloigne à des vitesses très grandes de notre galaxie.
La lumière infrarouge émise par les objets célestes est en partie absorbée par la vapeur d’eau contenue dans l’atmosphère terrestre. L'infrarouge moyen et lointain (à compter de 8 microns) n'est pratiquement observable que depuis la très haute altitude. Plusieurs méthodes ont été utilisées pour contourner cette contrainte : placer les télescopes à infrarouge  à des altitudes élevées (Observatoires du Mauna Kea, VISTA, ...), les placer en orbite (Spitzer, IRAS (Infrared Astronomical Satellite), Herschel) ou les installer à bord d'engins aéroportés (ballons, avions) volant à très haute altitude.

## Historique du projet

### Le télescope aéroporté Kuiper

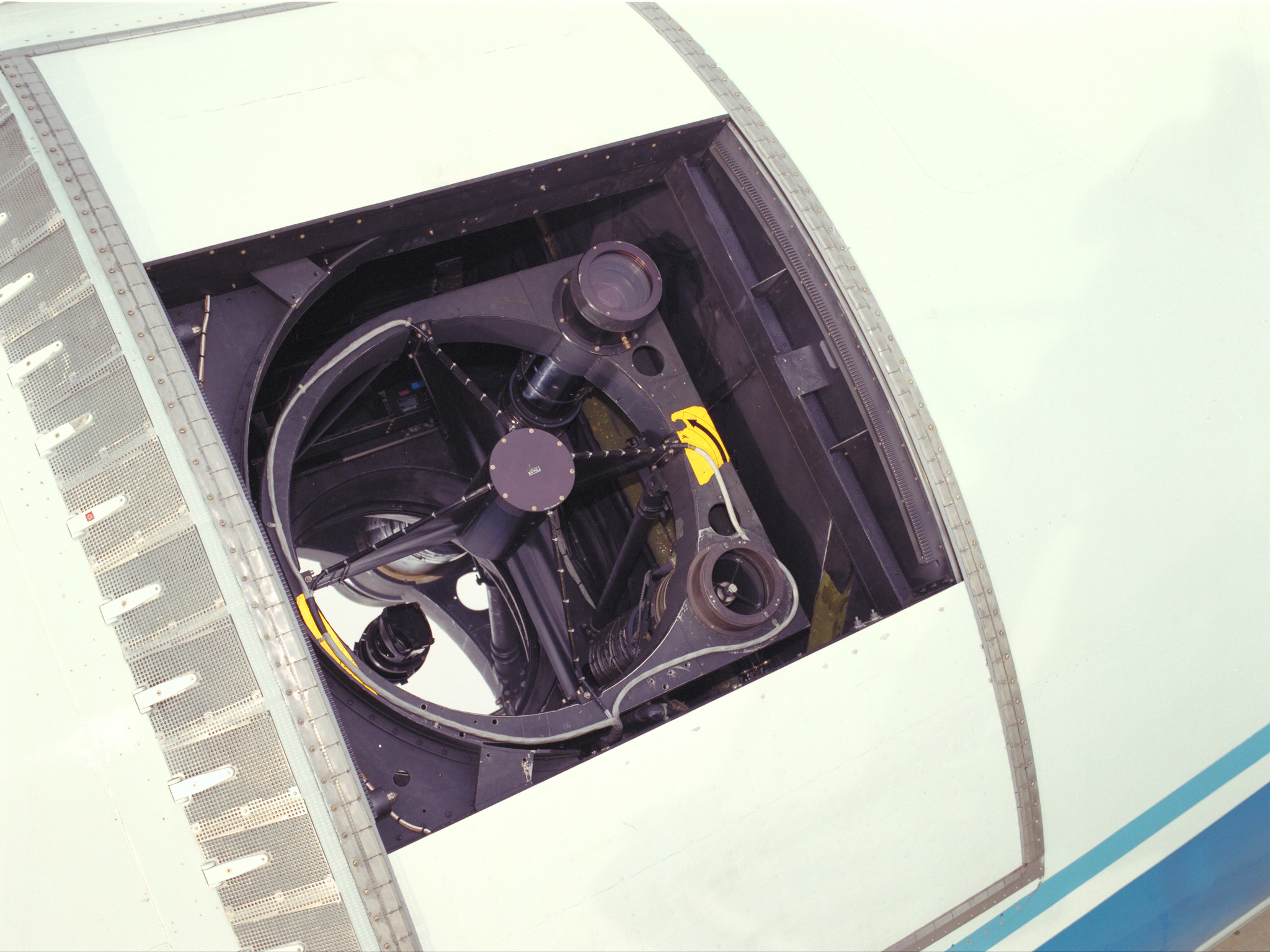
Gros plan sur l'optique du télescope aéroporté Kuiper.

Le télescope SOFIA est le successeur du télescope aéroporté Kuiper développé par la NASA et qui est resté opérationnel entre 1974 et 1995. Celui-ci comprenait un télescope de 91,5 centimètres d'ouverture permettant d'observer l'infrarouge proche, moyen et lointain (1 à 500 microns). Il était installé à bord d'un avion à réaction C-141 Starlifter qui est utilisé en vol à une altitude de 14 kilomètres, c'est-à-dire au-dessus de 99% de la vapeur d'eau contenu dans l'atmosphère. Il permet de découvrir les anneaux d'Uranus en 1977 et la présence d'eau dans les atmosphères des planètes gazeuses géantes Jupiter et Saturne.

### Développement
La NASA propose en 1984 de développer un télescope aéroporté ayant une ouverture de 3 mètres et qui serait transporté par un Boeing 747. Les spécifications sont détaillées en 1987 et l'Allemagne de l'ouest décide de partage à hauteur de 20%. Mais la réunification de l'Allemagne entraîne une période d'austérité budgétaire tandis que la NASA subit de son côté des coupes budgétaires. Le planning du projet SOFIA glisse de cinq années. La NASA sous-traite le projet à l'USRA et la coopération avec l'Allemagne est contractualisée en 1996. Les principaux composants du télescope sont assemblés à Augsbourg (Allemagne) en 2002 et livrés quelques mois plus tard aux États-Unis. Les premiers tests au sol du télescope ont lieu en 2004.
Le télescope doit être monté à bord d'un B-747 d'United Airlines modifié pour permettre l'emport du télescope et sa mise en œuvre. Mais trois fournisseurs successifs de la porte mobile qui doit permettre au télescope de faire ses observations en vol font successivement faillite ce qui entraîne un report en 2001. La compagnie aérienne United Airlines fait elle-même faillite et se retire du projet alors qu'elle devait prendre en charge la mise en œuvre du télescope. En février 2006, le coût du télescope aéroporté ayant cru de 185 à 330 millions US$, le projet est rexaminé mais finalement la NASA donne son feu vert pour le poursuivre.
Le télescope aéroporté effectue son premier vol le 26 avril 2007 à l'usine L-3 Integrated System (L-3 IS) à Waco (Texas). Le comportement en vol avec la porte ouverte et fermée est longuement testé et les premières observations scientifiques de routine débutent en 2010. Le fonctionnement à pleine capacité est atteint en 2014.
Les deux Shuttle Carrier Aircraft retirés du service servent de réserves de pièces détachées.

### Fin de carrière
L'utilisation du télescope SOFIA est en 2020 loin d'atteindre les objectifs fixés par ses concepteurs. Selon un audit effectué par un organisme indépendant, alors que les responsables s'étaient donnés comme objectif la production de 150 articles scientifiques par an, l'utilisation du télescope aéroporté sur la période 2014-2018 n'a produit en moyenne que 21 articles scientifiques par an. Les responsables du projet tentent d'optimiser l'exploitation de l'instrument en démarrant de nombreux projets mais seules 40% des propositions retenues comme prioritaires ont pu être menées à bien. SOFIA se classe en avant-dernière position parmi 29 observatoires terrestres (plus Hubble) pour la production de papiers scientifiques et en dernière position pour le nombre de citations. Avec un coût annuel de 85 millions US$, c'est par ordre de coût le deuxième instrument d'astrophysique opérationnel de la NASA juste derrière le télescope spatial Hubble. L'administration Trump a proposé d'arrêter le projet en février 2020 mais le Congrès n'a pas donné son accord. La NASA annonce finalement le 28 avril 2022 que SOFIA cessera ses opérations d'ici le 30 septembre 2022, d'un commun accord avec l'agence spatiale allemande. Le dernier vol scientifique a lieu du 29 au 30 septembre 2022. Il a effectué un total de 732 nuits d'observation.
Il effectue son dernier vol le 13 décembre 2022 pour rallier la base de Davis-Monthan à Tucson dans l'Arizona. Il sera exposé au Pima Air and Space Museum.

## Description

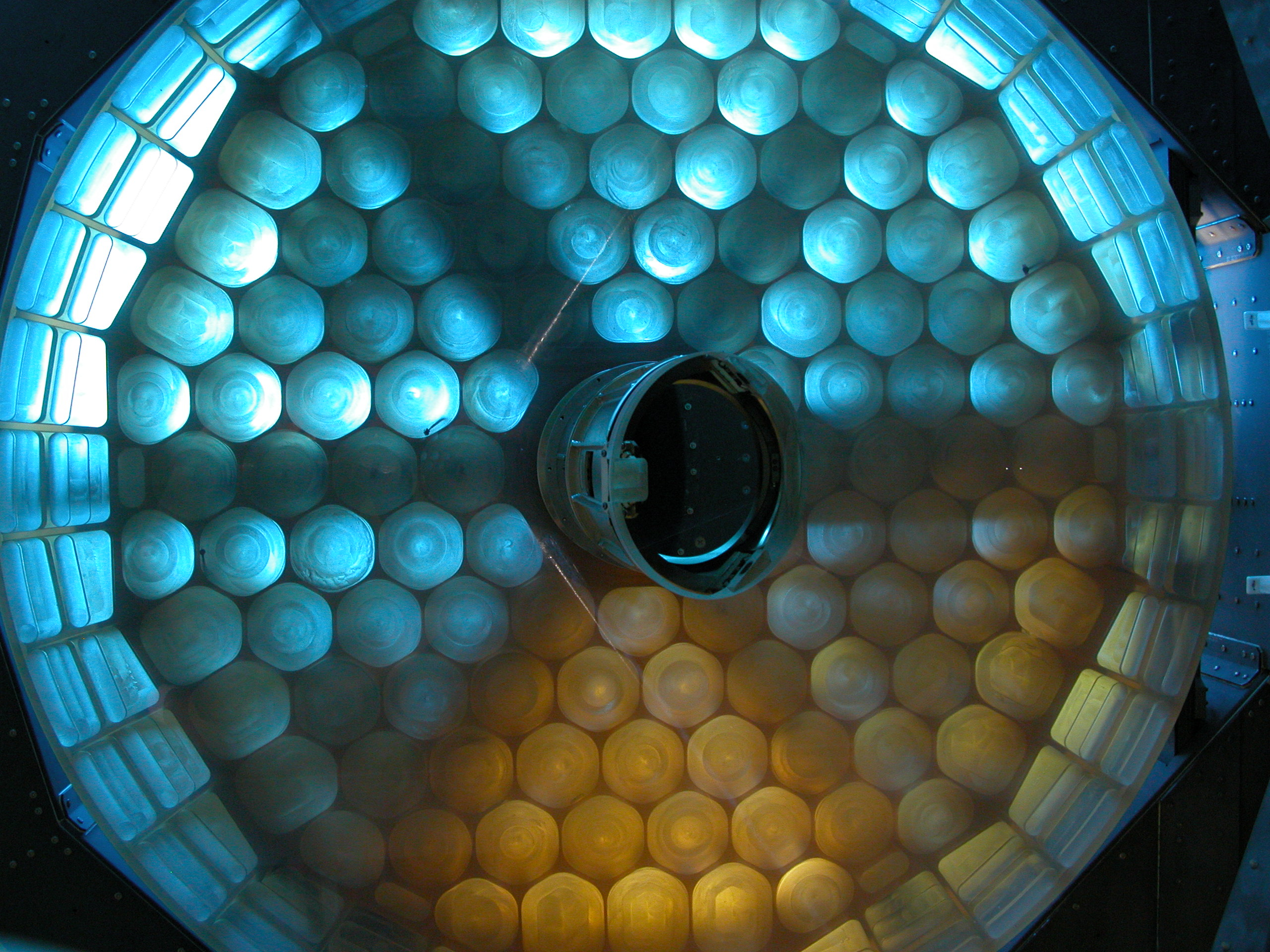
Miroir primaire de SOFIA.

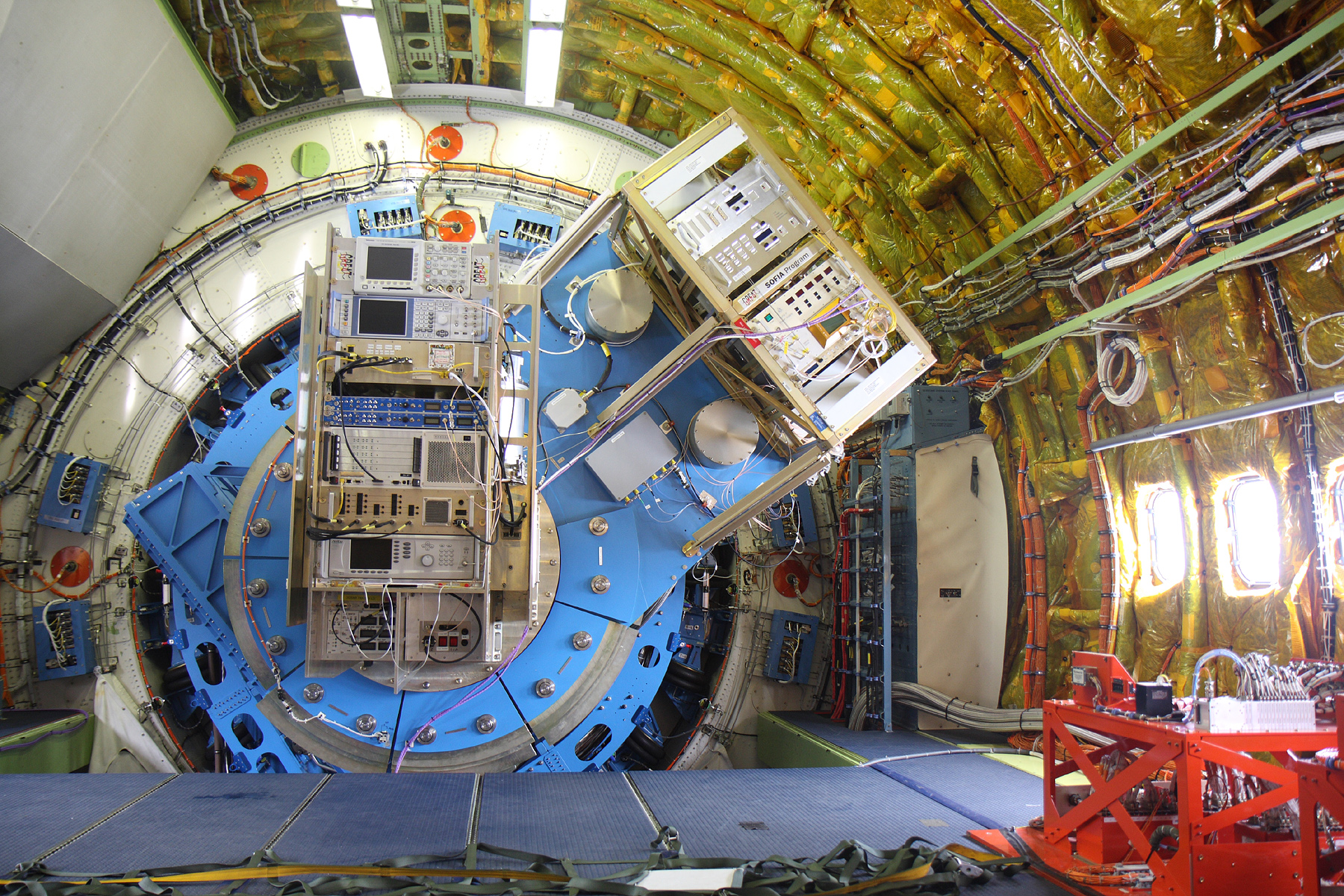
Les instruments regroupés autour du point focal du télescope, la partie optique se trouve de l'autre côté de la cloison.

La partie optique du télescope SOFIA comprend un miroir primaire de 2,7 mètres de diamètre dont 2,5 mètres sont frappés par le rayonnement. Il permet de collecter le rayonnement compris entre 0,3 et 1600 microns. Sa masse est de 17 tonnes. Il est conçu pour combler le trou existant entre le futur télescope spatial JWST qui permet d'observer jusqu'à 28 microns et le télescope Alma qui observe le rayonnement micro-ondes à compter de 320 microns. Le télescope est construit par un consortium piloté par l'agence spatiale allemande DLR et son miroir principal est conçu et réalisé par la société française Reosc,.
En 2020, les instruments de SOFIA sont : 
- La caméra optique FPI+ (Focal Plane Imager Plus) qui prend des images en lumière visible et dans le proche infrarouge (0,36-1,1 micron),
- Le spectromètre à grisme FORCAST (Faint Object Infrared Camera for the SOFIA Telescope) qui observe dans l'infrarouge  moyen et lointain (5-40 microns) avec une résolution spectrale comprise entre 100 et 300.
- Le spectromètre haute résolution EXES (Echelon-Cross-Echelle Spectrometer) qui observe dans l'infrarouge moyen et lointain (4,5-28,3 microns) avec une résolution spectrale comprise entre 103 et 105.
- La caméra, bolomètre et polarimètre  HAWC+ (High -resolution Airborne Wideband Camera Plus) qui observe dans l'infrarouge lointain (50-240 microns) avec une résolution spectrale comprise entre 2,3 et 8,8,
- Le spectromètre échelle FIFI-LS (Far Infrared Field-Imaging Line Spectrometer) qui observe dans l'infrarouge lointain (51-203 microns) avec une résolution spectrale comprise entre 600 et 2000,
- Le spectromètre hétérodyne GREAT (German Receiver for Astronomy at Terahertz Frequencies) qui observe dans l'infrarouge lointain (63-612 microns)  avec une résolution spectrale comprise entre 106 et 108.

| Instrument     | Responsable scientifique            | Type instrument                                                    | Longueurs d'onde                        | Résolution       | Champ de vue                                      | Détecteur                                      |
| -------------- | ----------------------------------- | ------------------------------------------------------------------ | --------------------------------------- | ---------------- | ------------------------------------------------- | ---------------------------------------------- |
| FPI+           | Jürgen Wolf Université de Stuttgart | Caméra lumière visible à haute vitesse                             | 0,36 – 1,10 μm                          | 0,9 – 29 microns | 8,7' x 8,7'                                       | CCD 1024 x 1024 pixels                         |
| FORCAST        | Terry Herter Université Cornell     | Caméra infrarouge moyen spectromètre imageur à grisme              | 5-40 microns                            | 100-300          | 3,2' x 3,2'                                       | 2 détecteurs 256 x 256 pixels (Si:As et Si:Sb) |
| EXES           | Matthew Richter Université UC Davis | Spectromètre échelle infrarouge moyen à haute résolution           | 4,5 – 28,3 microns                      | 103 et 105       | fente 1” x 180”                                   | 1024 x 1024 pixels (Si:As)                     |
| HAWC+          | Charles Dowell JPL/Caltech          | Caméra à bolomètre infrarouge lointain Polarimètre                 | 53, 89, 154 et 214 microns (bandes 20%) | Δλ = 9 – 43      | entre 1,4' x 1,7' (53 μm) et 4,8' x 6,4' (214 μm) | bolomètre 3 x (32 x 40)                        |
| FIFI-LS        | Alfred Krabbe Université UC Davis   | Spectromètre à grille à champ intégré infrarouge lointain 2 canaux | 51 – 120 et 115 - 203 microns           | 600-2000         | 30” x 30” (bleu) et 60” x 60” (rouge)             | 2 x (16x25) Ge:Ga                              |
| GREAT, upGREAT | Rolf Güs Université UC Davis        | Spectromètre hétérodyne multi-pixels infrarouge lointain           | 63 – 612 microns                        | 106 - 108        |                                                   | Récepteur hétérodyne à diffraction limitée     |

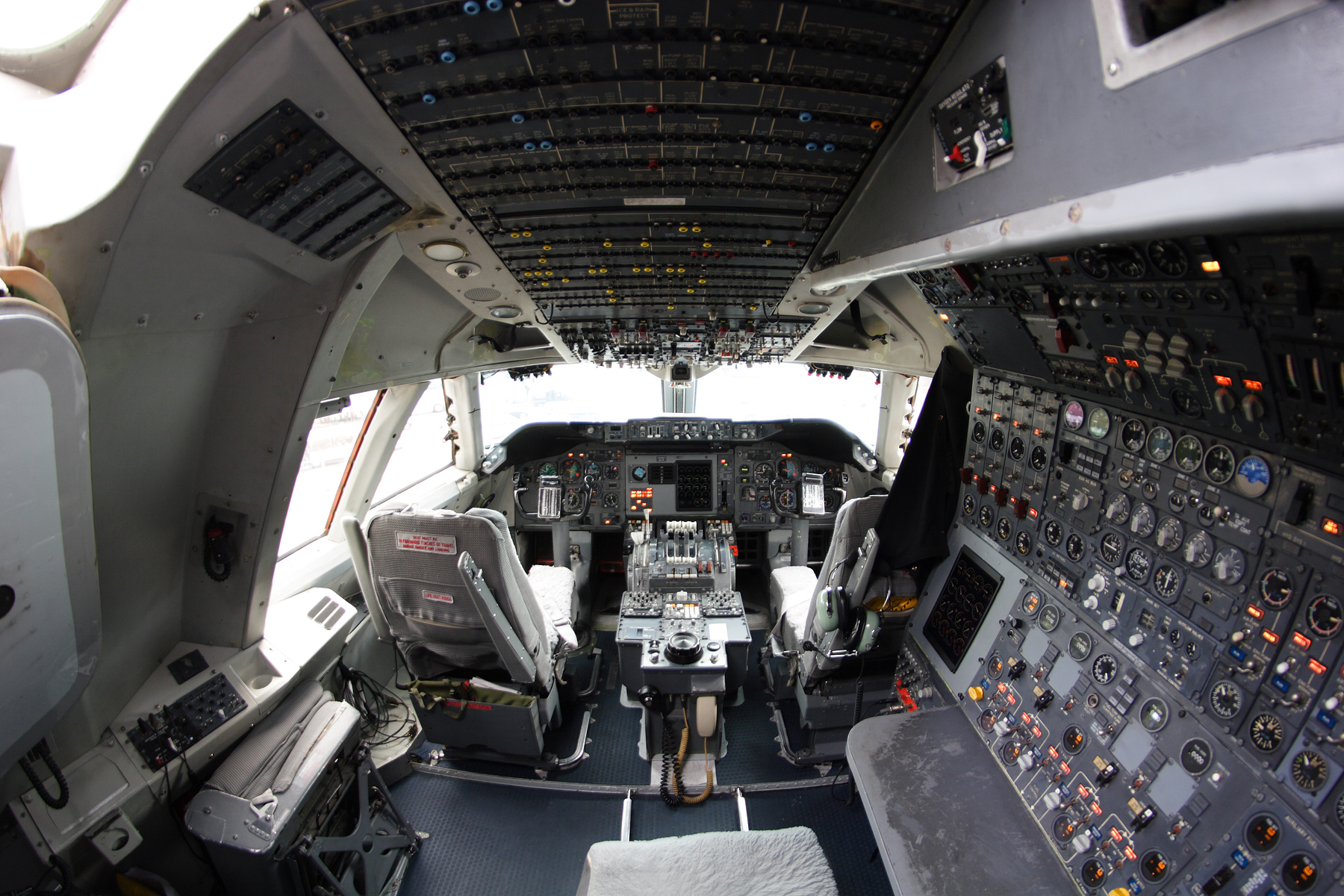
Cockpit du Boeing.

L'avion porteur est un Boeing 747SP, une version courte du quadriréacteur qui est conçu pour effectuer des vols particulièrement longs et qui a été obtenu à partir de la version standard en raccourcissant le fuselage et en modifiant fortement d'autres éléments pour réduire le poids de l'avion. Livré à la compagnie Pan Am en 1977, il est revendu à United Airlines en 1986. La NASA, qui l'achète en 1997, a la responsabilité des importantes modifications effectuées pour installer le télescope dans la partie arrière du fuselage. Le télescope est pointé à travers une porte coulissante aménagée entre les ailes et l'empennage arrière. Celle-ci, haute de 5,5 mètres et large de 4,1 mètres, peut être ouverte en vol. Le télescope est installé dans la partie arrière du fuselage. Il est séparé du reste de l'avion par une paroi étanche qui permet de maintenir le reste de la cabine pressurisé. Le point focal du télescope se trouve avec les instruments du côté pressurisé du fuselage. Au milieu de la cabine se trouve le centre de contrôle de la mission et la section destinée aux opérations scientifiques. La partie avant permet d'accueillir des visiteurs. Le fait que le fuselage soit en partie exposé au vide n'a pas d'influence sur les qualités de vol et l'aérodynamique de l'avion,,,,,,.

## Exploitation

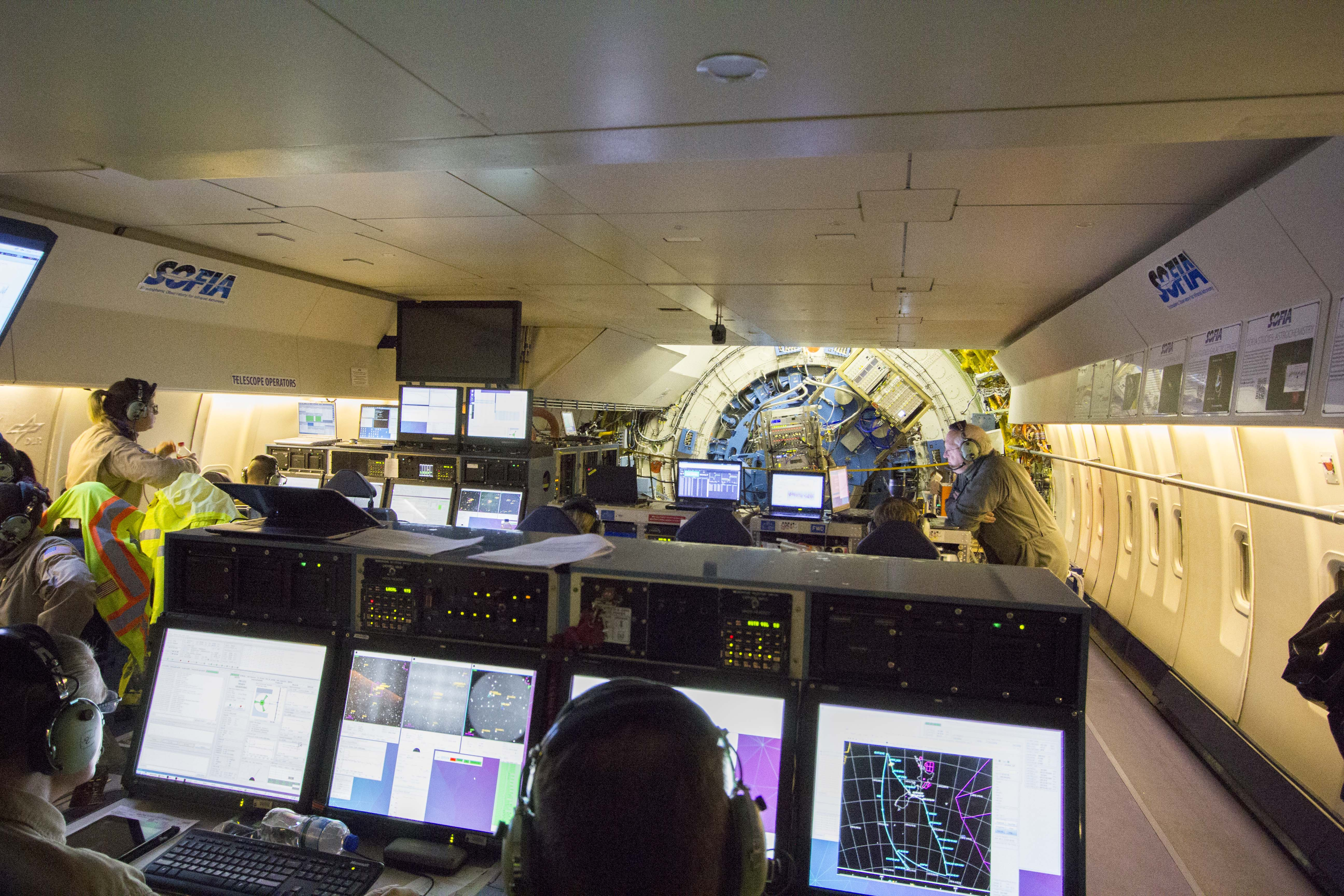
Les consoles permettant de contrôler le fonctionnement des instruments.

SOFIA doit originellement fonctionner durant 20 ans. L'avion est basé au Dryden Aircraft Operations Facility de Palmdale en Californie et de manière temporaire à Christchurch en Nouvelle-Zélande pour des observations dans l'hémisphère sud. En 2021, l'appareil opère à partir de la Polynésie française, du fait de la fermeture de l'espace aérien néozélandais en raison de la pandémie de Covid-19. Les conditions d'observation sont meilleures en hiver (moins de vapeur d'eau). L'été (aux États-Unis) est soit consacré à des observations dans l'hémisphère sud soit aux opérations de maintenance.
De février à fin mars 2021, après une rénovation par Lufthansa Technik à Hambourg en partenariat avec le DLR (Deutsches Zentrum für Luft), il fait une première campagne en Europe depuis l’aéroport de Cologne. Une vingtaine de sorties de nuit sont prévues.
Les vols d'observation sont programmés à une altitude comprise entre 12 000 et 13 000 mètres (39 000 et 43 000 pieds), évitant ainsi 99 % de la vapeur d'eau de l'atmosphère, particulièrement nocive à la qualité des images infrarouge. En vol, le télescope doit être pointé avec une élévation comprise entre 23 et 60°, par contre l'azimut est déterminé uniquement par la trajectoire de l'avion et est donc modifiable. Un vol doit durer moins de 10 heures (limite imposée par la charge de travail de l'équipage).

## Principaux résultats
Le 26 mai 2010, SOFIA observe la chaleur dégagée par Jupiter, ce qui n'avait pas encore été réalisé.
Le 10 juillet 2017, SOFIA cherche à observer un astéroïde dans la ceinture de Kuiper, pour le compte du projet New Horizons. Mais la tentative de mesure de l'occultation d'une étoile par l'astéroïde (pour en mesurer son diamètre) est un échec.
En 2020, les observations de SOFIA permettent de confirmer la présence de molécules d’eau dans le cratère Clavius, sur la Lune.